# Persicaria attenuata
Persicaria attenuata là một loài thực vật có hoa trong họ Rau răm. Loài này được (R. Br.) Soják mô tả khoa học đầu tiên năm 1974.